# بنجن فرنانديز
بنجن فرنانديز (بالإسبانية: Bingen Fernández)‏ مواليد 15 ديسمبر 1972 في بيرميو، إسبانيا، هو دراج إسباني سابق في صنف سباق الدراجات على الطريق.

## روابط خارجية
- بنجن فرنانديز على موقع الاتحاد الدولي للدراجات (الإنجليزية)
- بنجن فرنانديز على موقع أرشيف الدراجات (الإنجليزية)
- بنجن فرنانديز على موقع إحصائيات الدراجات الإحترافية (الإنجليزية)
- بنجن فرنانديز على موقع نسبة الدراجات (الإنجليزية)
- بنجن فرنانديز على موقع CycleBase (الإنجليزية)